# Петар Перуновић
Петар Перуновић (Дреновштици, 1880 – 10. јун 1952), звани Перун, био је српски гуслар из Црне Горе.

## Биографија
Перуновић је рођен 1880. године у Дреновштици у Пјешивци, Књажевина Црна Гора, и у раној младости показао је изузетно умеће за гусле. Наставу, коју је држао ментор Илија Контић, похађао је у исто време када и гимназију у свом родном селу.
Године 1900. одлази из Црне Горе у Шабац, Србија, где му је музички инструктор био Р. Толингер. У Београду је 1908. године запажен наступом пред спомеником кнезу Михаилу у знак протеста против босанске кризе.
У Неготину је завршио Учитељску школу 1910. године. Његову наставничку каријеру прекинула су два балканска рата и Први светски рат у којима је активно учествовао. После ратова, кратко је почео да предаје пре него што је отишао у Сједињене Државе на продужени обилазак тамошњих српских заједница. У Њујорку, Кливленду, Детроиту и Чикагу, родољубивим песмама забављао је ране српске досељенике и снимио многе албуме под брендом „Serb Gusle“ коју су основали српски исељеници из разних српских крајева.
Преминуо је у родној Црној Гори 1952.

## Дискографија
- Rebellion against the Dahijas/Turkish Officers, Serb Gusle, снимљен y Marsh Laboratories, Чикаго, 1920–те